# Kelly Kelly
Barbara Jean "Barbie" Blank (n. 15 ianuarie 1987) este un fotomodel, dansatoare și wrestler profesionist american, cunoscută ca Kelly Kelly.

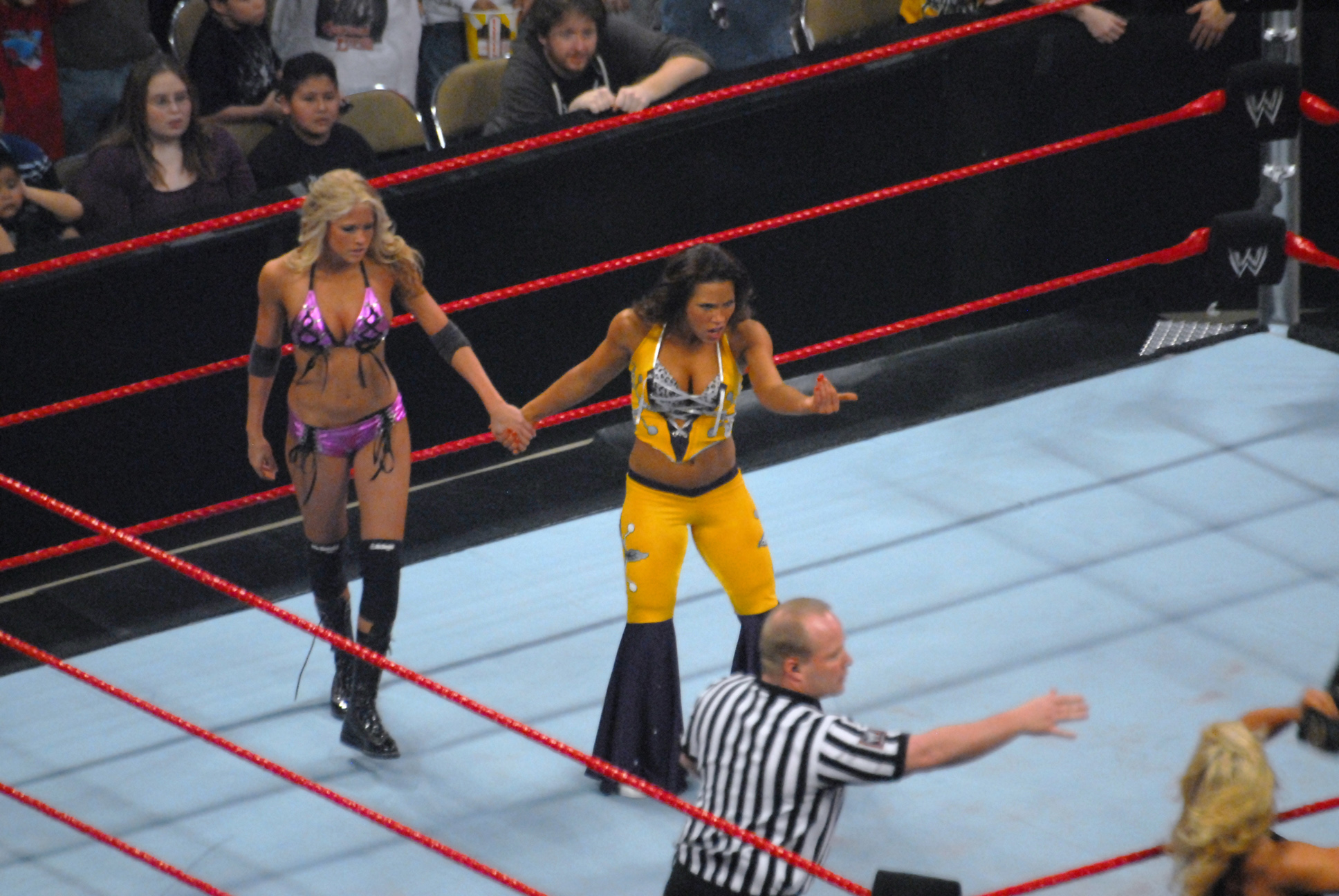

## Viața timpurie
Blank s-a născut în Jacksonville, Florida dintr-un tată evreu și o mamă creștină. A fost fană a wrestlingului de mic copil și îl citează pe Stone Cold Steve Austin drept wrestlerul său favorit.

## ECW (2006-2008)
Kelly Kelly debutează în WWE pe 13 martie 2006, la vârsta de 19 ani, fiind cea mai tânără divă WWE, cu un show de strip-tease. La următoarele sale showuri de strip-tease, iubitul său Mike Knox intra pe ring, o acoperea și o retrăgea în afara scenei.

## Smack Down (2010-prezent)
Kelly Kelly este transferată în aprilie 2010 în SmackDown în urma draftului.